# イーホル・スヴャトスラーヴィチ
イーホル・スヴャトスラーヴィチ（古ルーシ語: Игоръ Ст҃ославич, Игорь Святъславличь；ウクライナ語: І́гор Святосла́вич, 1151年 - 1202年）は、公。ノヴゴロド・セヴェルスキー公（シヴェーリア公、在位：1178年 - 1198年）、チェルニーヒウ公（チェルニゴフ公、在位：1198年 - 1202年）。チェルニーヒウ公スヴャトスラフ・オリゴヴィチの次男。日本語では名は「イーゴリ」とも表記される。
1161年、公によるキエフへの出兵に参陣した。1174年、ペレヤースラウの周辺でコンチャク・ハンとコビャク・ハンが率いる欽察人の軍勢を破った。兄の死後、公となった。キエフ大公の座を巡る内紛に参加した。1183年、欽察人の領土へ出兵し、勝利を収めた。しかし、1185年に行った新たな出兵において惨敗を喫し、欽察人の捕虜となった。1185年度の出兵は『イーゴリ遠征物語』のモチーフとなった。その後、父の跡を継ぎチェルニーヒウ公をつとめた。

## 子女
エフロシニヤ・ヤロスラヴナとの間に以下の子女をもうけた。
- ウラジーミル
- オレグ
- スヴャトスラフ(ru) - アガフィヤの父
- ロマン
- ロスチスラフ
- 娘：スタロドゥープ公ダヴィド(ru)と結婚